# Sebastian Aho (1997)
Sebastian Aho (* 26. července 1997, Rauma) je finský hokejový útočník působící v týmu Carolina Hurricanes v severoamerické National Hockey League NHL. Dne 27. června 2015 byl draftován ve druhém kole draftu 2015 jako 35. celkově týmem Carolina Hurricanes.
S finskou reprezentací do 20 let dobyl na domácím šampionátu juniorů v Helsinkách v roce 2016 titul mistrů světa. Na turnaji posbíral celkem 14 kanadských bodů, když vstřelil 5 branek a na dalších 9 přihrál. S reprezentací do 18 let vybojoval na šampionátu osmnáctiletých hokejistů ve Švýcarsku v roce 2015 stříbrné medaile. Na turnaji odehrál pouze jedno utkání a to finálové proti výběru USA, jelikož v době konání turnaje hrál finále Liigy s Kärpätem a na turnaj tak přicestoval později. V 1. minutě zápasu přihrál na jedinou branku Finska v zápase, kterou zajistil útočník Julius Nättinen.

## Statistiky

### Klubové statistiky
| Sezóna      | Klub                | Soutěž      |     | Základní část | Základní část | Základní část | Základní část | Základní část |    | Play off | Play off | Play off | Play off | Play off |
| Sezóna      | Klub                | Soutěž      | Z   | G             | A             | B             | TM            | Z             | G  | A        | B        | TM       |          |          |
| 2012/13     | Oulun Kärpät        | Fin-Jr.     | 5   | 2             | 2             | 4             | 0             | 5             | 0  | 1        | 1        | 2        |          |          |
| 2013/14     | Kärpät              | Fin-Jr.     | 44  | 25            | 34            | 59            | 18            | 12            | 4  | 8        | 12       | 10       |          |          |
| 2013/14     | Kärpät              | Liiga       | 3   | 0             | 1             | 1             | 0             | —             | —  | —        | —        | —        |          |          |
| 2014/15     | Kärpät              | Fin-Jr.     | 10  | 1             | 9             | 10            | 4             | 5             | 1  | 4        | 5        | 2        |          |          |
| 2014/15     | Porin Ässät         | Liiga       | 3   | 0             | 2             | 2             | 0             | —             | —  | —        | —        | —        |          |          |
| 2014/15     | Kärpät              | Liiga       | 27  | 4             | 7             | 11            | 10            | 10            | 1  | 2        | 3        | 2        |          |          |
| 2015/16     | Kärpät              | Liiga       | 45  | 20            | 25            | 45            | 2             | 11            | 4  | 11       | 15       | 8        |          |          |
| 2016/17     | Carolina Hurricanes | NHL         | 82  | 24            | 25            | 49            | 26            | —             | —  | —        | —        | —        |          |          |
| 2017/18     | Carolina Hurricanes | NHL         | 78  | 29            | 36            | 65            | 24            | —             | —  | —        | —        | —        |          |          |
| 2018/19     | Carolina Hurricanes | NHL         | 82  | 30            | 53            | 83            | 26            | 15            | 5  | 7        | 12       | 2        |          |          |
| 2019/20     | Carolina Hurricanes | NHL         | 68  | 38            | 28            | 66            | 26            | 8             | 3  | 9        | 12       | 4        |          |          |
| 2020/21     | Carolina Hurricanes | NHL         | 56  | 24            | 33            | 57            | 32            | 11            | 6  | 5        | 11       | 12       |          |          |
| 2021/22     | Carolina Hurricanes | NHL         | 79  | 37            | 44            | 81            | 38            | 14            | 4  | 7        | 11       | 12       |          |          |
| 2022/23     | Carolina Hurricanes | NHL         | 75  | 36            | 31            | 67            | 42            | 15            | 5  | 7        | 12       | 12       |          |          |
| 2023/24     | Carolina Hurricanes | NHL         | 78  | 36            | 53            | 89            | 36            | 11            | 4  | 8        | 12       | 2        |          |          |
| 2024/25     | Carolina Hurricanes | NHL         | 79  | 29            | 45            | 74            | 46            | 15            | 7  | 8        | 15       | 8        |          |          |
| NHL celkově | NHL celkově         | NHL celkově | 677 | 283           | 348           | 631           | 296           | 89            | 34 | 51       | 85       | 52       |          |          |

### Reprezentační statistiky
| Rok                       | Tým                       | Soutěž                    | Z  | G  | A  | B  | TM |
| ------------------------- | ------------------------- | ------------------------- | -- | -- | -- | -- | -- |
| 2013                      | Finsko                    | IH18                      | 4  | 0  | 0  | 0  | 2  |
| 2014                      | Finsko                    | IH18                      | 4  | 5  | 2  | 7  | 0  |
| 2014                      | Finsko                    | MS18                      | 5  | 2  | 1  | 3  | 4  |
| 2015                      | Finsko                    | MS20                      | 5  | 0  | 0  | 0  | 2  |
| 2015                      | Finsko                    | MS18                      | 1  | 0  | 1  | 1  | 0  |
| 2016                      | Finsko                    | MS20                      | 7  | 5  | 9  | 14 | 4  |
| 2016                      | Finsko                    | MS                        | 10 | 3  | 4  | 7  | 4  |
| 2016                      | Finsko                    | SP                        | 3  | 0  | 0  | 0  | 0  |
| 2017                      | Finsko                    | MS                        | 10 | 2  | 9  | 11 | 4  |
| 2018                      | Finsko                    | MS                        | 8  | 9  | 9  | 18 | 10 |
| Juniorská kariéra celkově | Juniorská kariéra celkově | Juniorská kariéra celkově | 26 | 12 | 13 | 25 | 12 |
| Seniorská kariéra celkově | Seniorská kariéra celkově | Seniorská kariéra celkově | 31 | 14 | 22 | 36 | 10 |